# Channel One Cup 2010
Der Channel One Cup 2010 wurde vom 16. bis 19. Dezember 2010 in Moskau und Espoo ausgetragen. Das Turnier war Teil der Euro-Hockey-Tour-Saison 2010/11. Sieger des Turniers wurde mit drei Siegen aus drei Spielen die russische Nationalmannschaft.

## Spiele
| 16. Dezember 2010 18:30 Uhr (UTC+2) | Finnland Leo Komarov (39.40) Mikko Lehtonen (54.10) | 2:3 n. P. (0:1, 1:0, 1:1, 0:0, 0:1) | Tschechien Marek Kvapil (16.57) Martin Lojek (52.43) Marek Kvapil (PS) | Barona Areena, Espoo Zuschauer: 5.271 |

| 16. Dezember 2010 20:00 Uhr (UTC+4) | Schweden Niklas Persson (20:25) Daniel Fernholm (22:41) Sebastian Erixon (48:48) | 3:5 (0:1, 2:2, 1:2) | Russland Sergei Mosjakin (17:12) Maxim Afinogenow (21:48) Alexei Morosow (22:13) Nikolai Below (54:51) Danis Saripow (59:57) | Megasport-Arena, Moskau Zuschauer: 9.875 |

| 18. Dezember 2010 14:00 Uhr (UTC+4) | Russland Igor Grigorenko (4:17) Ilja Nikulin (12:33) Alexander Radulow (24:41) | 3:1 (2:1,1:0,0:0) | Tschechien Tomáš Rolinek (21:06) | Megasport-Arena, Moskau Zuschauer: 12.875 |

| 18. Dezember 2010 18:00 Uhr (UTC+4) | Finnland | 1:6 (1:2, 0:2, 0:2) | Schweden | Megasport-Arena, Moskau Zuschauer: 8.125 |

| 19. Dezember 2010 14:00 Uhr (UTC+4) | Russland Alexander Radulow (10:49) Alexei Kaigorodow (22:00) Sergei Mosjakin (32:22) Gennadi Tschurilow (34:32) Alexei Morosow (38:06) Gennadi Tschurilow (39:23) | 6:2 (1:1, 5:0, 0:1) | Finnland Mika Pyörälä (15:59) Ville Viitaluoma (54:49) | Megasport-Arena, Moskau Zuschauer: 12.850 |

| 19. Dezember 2010 18:00 Uhr (UTC+4) | Schweden Dick Axelsson (10.44) | 1:4 (1:0, 0:2, 0:2) | Tschechien Jakub Klepiš (26.30) Ivan Rachůnek (31.34) Tomáš Rolinek (46.20) Josef Vašíček (57.14) | Megasport-Arena, Moskau Zuschauer: 6.850 |

## Abschlusstabelle
| Platz | Mannschaft | Spiele | S | S (OT) | N (OT) | N | T     | P |
| ----- | ---------- | ------ | - | ------ | ------ | - | ----- | - |
|       | Russland   | 3      | 3 | 0      | 0      | 0 | 14:6  | 9 |
|       | Tschechien | 3      | 1 | 1      | 0      | 1 | 8:6   | 5 |
|       | Schweden   | 3      | 1 | 0      | 0      | 2 | 10:10 | 3 |
| 4.    | Finnland   | 3      | 0 | 0      | 1      | 2 | 5:15  | 1 |

## Statistik

### Beste Scorer
| Name              | Team       | Sp | T | V | Pkt | +/- | SM |
| ----------------- | ---------- | -- | - | - | --- | --- | -- |
| Alexei Morosow    | Russland   | 3  | 2 | 3 | 5   | 0   | 0  |
| Alexander Radulow | Russland   | 3  | 2 | 3 | 5   | +1  | 4  |
| Alexei Kaigorodow | Russland   | 3  | 1 | 4 | 5   | 0   | 2  |
| Sergei Mosjakin   | Russland   | 3  | 2 | 1 | 3   | +1  | 0  |
| Tomáš Rolinek     | Tschechien | 3  | 2 | 1 | 3   | +1  | 0  |
| Sebastian Erixon  | Schweden   | 3  | 2 | 1 | 3   | 0   | 0  |
| Mattias Sjögren   | Schweden   | 3  | 1 | 2 | 3   | 0   | 0  |
| Danis Saripow     | Russland   | 3  | 1 | 2 | 3   | 0   | 0  |
| Niklas Persson    | Schweden   | 3  | 1 | 2 | 3   | 0   | 0  |

(Legende zur Spielerstatistik: Sp oder GP = absolvierte Spiele; T oder G = erzielte Tore; V oder A = erzielte Assists; Pkt oder Pts = erzielte Scorerpunkte; SM oder PIM = erhaltene Strafminuten; +/− = Plus/Minus-Bilanz; PP = erzielte Überzahltore; SH = erzielte Unterzahltore; GW = erzielte Siegtore; 1 Play-downs/Relegation; Kursiv: Statistik nicht vollständig)

### Beste Torhüter

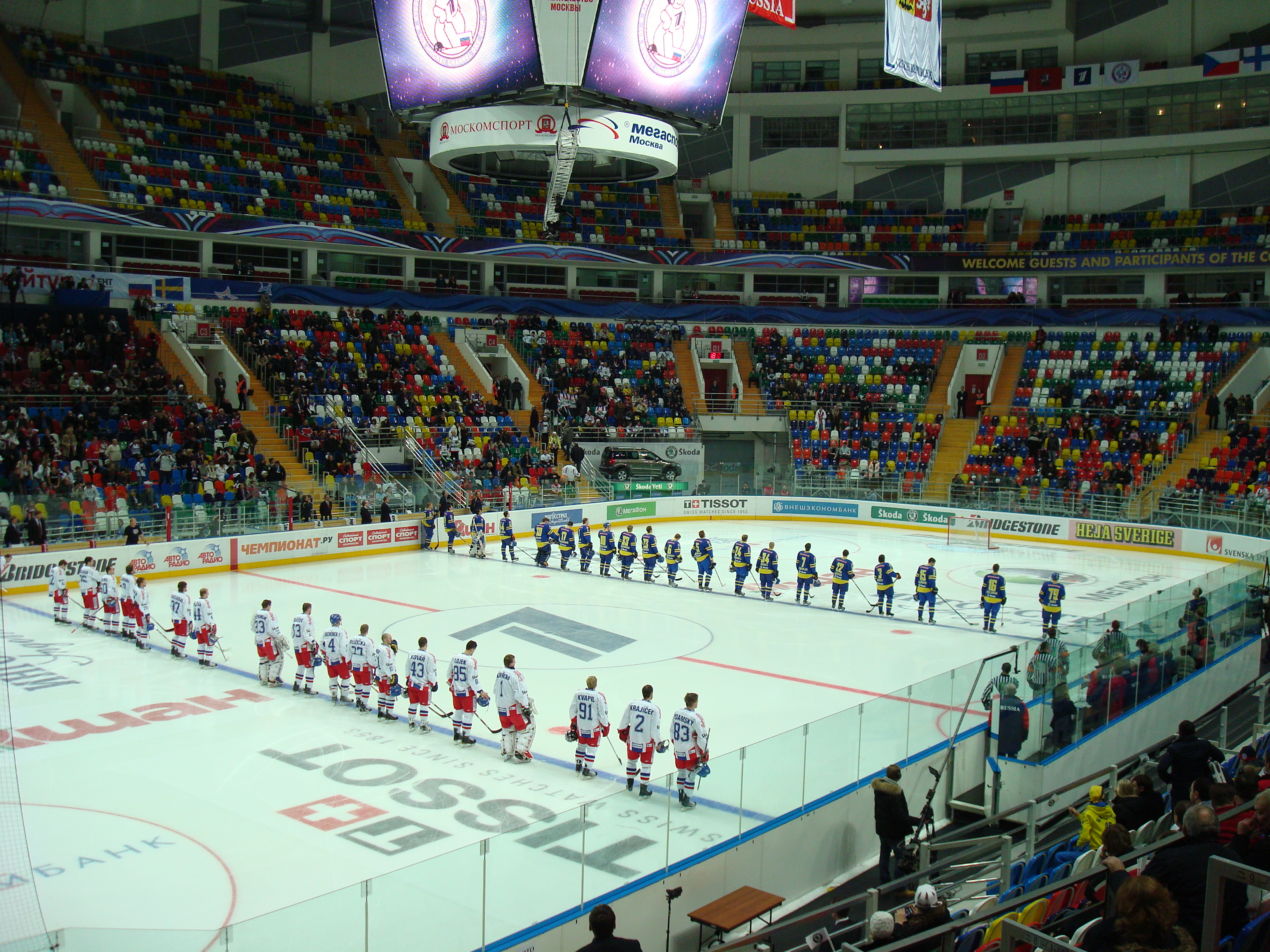
Vor der Partie Schweden gegen Tschechien

| Name                  | Team       | Sp | Min    | SaT | GT | GTS  | SVS | Sv%   | SO |
| --------------------- | ---------- | -- | ------ | --- | -- | ---- | --- | ----- | -- |
| Jakub Štěpánek        | Tschechien | 3  | 184:13 | 93  | 6  | 1,95 | 87  | 93,55 | 0  |
| Wassili Koschetschkin | Russland   | 2  | 120:00 | 54  | 5  | 2,50 | 49  | 90,74 | 0  |
| Stefan Liv            | Schweden   | 2  | 114:56 | 68  | 7  | 3,65 | 61  | 89,71 | 0  |
| Iiro Tarkki           | Finnland   | 2  | 105:01 | 50  | 9  | 5,14 | 41  | 82,00 | 0  |
| Eero Kilpeläinen      | Finnland   | 2  | 80:00  | 34  | 6  | 4,50 | 28  | 82,35 | 0  |
| Konstantin Barulin    | Russland   | 1  | 60:00  | 34  | 1  | 1,00 | 33  | 97,06 | 0  |
| Daniel Larsson        | Schweden   | 1  | 60:00  | 26  | 1  | 1,00 | 25  | 96,15 | 0  |

(Legende zur Torhüterstatistik: GP oder Sp = Spiele insgesamt; W oder S = Siege; L oder N = Niederlagen; T oder U oder OT = Unentschieden oder Overtime- bzw. Shootout-Niederlage; Min. = Minuten; SOG oder SaT = Schüsse aufs Tor; GA oder GT = Gegentore; SO = Shutouts; GAA oder GTS = Gegentorschnitt; Sv% oder SVS% = Fangquote; EN = Empty Net Goal; 1 Play-downs/Relegation; Kursiv: Statistik nicht vollständig)

## Auszeichnungen
Spielertrophäen
Die Wahl der besten Spieler des Turniers erfolgte durch die Vertreter der IIHF.
| Bester Stürmer:       | Alexander Radulow     |
| Bester Verteidiger:   | Miroslav Blaťák       |
| Bester Torwart:       | Wassili Koschetschkin |
| Wertvollster Spieler: | Alexei Morosow        |
| Topscorer:            | Alexei Morosow        |